# Parti des déshérités de Madagascar
Le Parti des déshérités de Madagascar (PADESM) est un parti politique malgache fondé en 1946. Formé principalement par des mainty (merina noirs descendants d'esclaves) et des Côtiers en opposition avec le MDRM.
Ce mouvement francophile est partisan d'une indépendance progressive pour Madagascar, afin d'éviter le retour à une situation quasi-féodale telle qu'elle existait antérieurement à la colonisation de Madagascar, du temps du royaume d'Émyrne.En fait, pendant la colonisation, les merina peuple l'administration de toute l'île et se reserve une grande partie des activités économiques.

## Les activités du PADESM
Le PADESM est un parti politique, principal adversaire de la MDRM dans la récupération de l'héritage colonial.
Le PADESM est un mouvement de prise de conscience de l'élément les plus défavorisés de la population malgache de l'époque.
Finalement, la disparition du MDRM à la suite de l'insurrection de 1947 fit du PADESM le seul interlocuteur de taille pour négocier le statut de Madagascar en tant qu'État libre (république autonome) au sein de la Communauté française en 1958, puis enfin l'abrogation de la loi d'annexion de 1896 et la proclamation de l'indépendance souveraine du pays le 26 juin 1960.
Le Parti social-démocrate (PSD) lui succède et domine la vie politique malgache jusqu'en 1972.

## Autres noms et motivations
En malgache, le nom officiel de celui-ci était Firaisan'ny Tanindrana sy ny Mainti-enindreny ary ny Karazany rehetra eto Madagasikara ("Union des Côtiers et des Mainti-enindreny et assimilés à Madagascar"), ce qui en excluait surtout les Merina d'origine indonésienne, qualifiés pour la circonstance de Hova fotsy ("Hova blancs"). D'ailleurs, l'article 7 des statuts du Padesm le déclarait explicitement. Et il en était de même de l'un de ses slogans : « Madagascar aux Malgaches, les Malais [à savoir ici les Merina] en Malaisie ».

## Historique

### Les origines du PADESM
Après la conférence de Brazzaville pendant laquelle la France veut donner des droits politiques à la population d'outre mer, Madagascar doit designer deux representants à la première assemblée instituante de 1945 et à la deuxième assemblée instituante de 1946. Ce fut une compétition entre des candidats merina et des candidats côtiers, le Dr Joseph Raseta de la classe hova et Joseph Ravoahangy Andrianavalona issu de la noblesse merina sont elus en 1945.
Pendant la preparation de la seconde assemblée instituante, Philibert Tsiranana et Edmond;  Tsiazongoly se sont approchés des elus afin d'élire un député côtier à leurs côtés, mais ils ont reçu des réponses blessantes, une attitude déplaisante et injuste vis à vis de la masse côtière.
Le 27 juin 1946, se sont reunis dans la demeure d' Elison Jean Chrisostome, lui même, ses fils Joseph et Edmond; Justin Randrianarivelo, Rajosefa, Ralibera Jean weil; Razanabahiny ; Rama-nandafy; Ratsimanadrava(père du futur chef d'etat de 1973); Ralevason et Ramambason.Le projet de statut du PADESM a été adopté à l'unanimité par les participants à la réunion.Puis, Ratsimandrava, professeur assistant à l'école le Myre de Vilers presenta le projet en question à ses collègues Philibert Tsiranana et Louis Tsiazongoly qui l'adopta aussi.

#### les activités du PADESM
Le Padesm voit officiellement le jour le 1er juillet 1946, lors de la première parution en 5000 exemplaires du journal VOROMAHERY(Aigle) , un hebdomadaire dirigé par les fondateurs du PADESM à l'instigation d'un groupe de Mainty et de Tanindrana et fait de Ramambason (d'origine mainty) son Secrétaire général. Il ne se manifeste cependant au grand jour que le 6 août 1946, le jour du cinquantenaire de la loi d'annexion de Madagascar comme colonie française. Ce choix est hautement significatif puisque le Padesm se voulait résolument pro-colonial et rejetait toute perspective d'indépendance pour Madagascar. D'ailleurs, il réservait surtout son hostilité au MDRM, un parti nationaliste animé principalement par des Merina. Dans ce sens, le PADESM se situe dans la perspective de la « politique des races » inaugurée par Galliéni et servant depuis de toile de fond de la politique française à Madagascar.
L'historiographie n'est plus aujourd'hui aussi catégorique montrant que ce qui a surtout préoccupé Philibert Tsiranana est la question de la dissymétrie de la représentation entre les Merina et les côtiers, de même Jean Fremigacci montre qu'existait une réelle volonté de défendre une unité malgache. Ce qui a permis de dire que les véritables instigateurs du Padesm étaient en réalité les autorités coloniales. En tout cas, ces dernières l'appuient ouvertement dans sa politique pour essayer d'enrayer la progression du MDRM. Lors des événements consécutives au 29 mars 1947, le Padesm fit preuve d'un loyalisme sans faille envers le pouvoir en place et bon nombre de ses membres (comme, par exemple, Albert, le père de Didier Ratsiraka à Moramanga) participèrent activement à la répression contre les insurgés.
Après l'interdiction du MDRM, accusé sans preuve d'être à l'origine des troubles, le Padesm devient le principal parti politique de Madagascar et c'est donc parmi ses membres que les autorités coloniales françaises choisissent les futurs dirigeants de la République Malgache. Parmi ces derniers, on peut citer Philibert Tsiranana, Norbert Zafimahova, futur président de l'Assemblée nationale, dont la nièce devient l'épouse de Zafy Albert, Pascal Velonjara, beau-père de Didier Ratsiraka, le Premier Ministre Francisque Ravony, fils de Jules Ravony et gendre de Tsiranana, le Premier Ministre Emmanuel Rakotovahiny et Albert Sylla, ministre de Tsiranana et père de Jacques Sylla. En fait, une grande partie des dirigeants de la République malgache, et ce pratiquement jusqu'à nos jours, sont issus du Padesm et de son héritage direct.